# 追放された転生重騎士はゲーム知識で無双する
『追放された転生重騎士はゲーム知識で無双する』（ついほうされたてんせいじゅうきしはゲームちしきでむそうする）は、猫子による日本のライトノベル。2021年4月25日より小説投稿サイト「小説家になろう」で『大ハズレだと追放された転生重騎士はゲーム知識で無双する』のタイトルで連載中。書籍版は2022年6月からKラノベブックス（講談社）より発売されている。イラストはじゃいあん。2025年6月時点で累計部数は300万部を突破している。
メディアミックスとして武六甲理衣による漫画版が、2022年2月11日より『ヤンマガweb』（講談社）にて連載を開始し、その後『月刊ヤングマガジン』（同社）に移籍し2024年41号より連載されている。また、漫画版を原作としたテレビアニメが2026年に放送予定。

## 登場人物
エルマ・エドヴァン
声 - 大塚剛央
本作の主人公。
ルーチェ・ルービス
声 - 若山詩音

マリス・エドヴァン
声 - 阿部菜摘子

## 既刊一覧

### 小説
- 猫子（著）・じゃいあん（イラスト） 『追放された転生重騎士はゲーム知識で無双する』 講談社〈Kラノベブックス〉、既刊3巻（2024年2月2日現在）
  1. 2022年6月2日発売[7]、ISBN 978-4-06-527822-2
  2. 2023年4月1日発売[8]、ISBN 978-4-06-531646-7
  3. 2024年2月2日発売[9]、ISBN 978-4-06-534769-0

### 漫画
- 猫子（著）・武六甲理衣（漫画）・じゃいあん（キャラクター原案） 『追放された転生重騎士はゲーム知識で無双する』 講談社〈ヤンマガKCスペシャル〉、既刊14巻（2025年6月6日現在）
  1. 2022年6月6日発売[10]、ISBN 978-4-06-528143-7
  2. 2022年8月19日発売[11]、ISBN 978-4-06-528804-7
  3. 2022年11月18日発売[12]、ISBN 978-4-06-529810-7
  4. 2023年2月6日発売[13]、ISBN 978-4-06-530715-1
  5. 2023年4月20日発売[14]、ISBN 978-4-06-531392-3
  6. 2023年7月20日発売[15]、ISBN 978-4-06-532366-3
  7. 2023年10月19日発売[16]、ISBN 978-4-06-533609-0
  8. 2023年12月20日発売[17]、ISBN 978-4-06-534021-9
  9. 2024年3月18日発売[18]、ISBN 978-4-06-534932-8
  10. 2024年6月19日発売[19]、ISBN 978-4-06-535606-7
  11. 2024年9月5日発売[20]、ISBN 978-4-06-536878-7
  12. 2024年12月6日発売[21]、ISBN 978-4-06-537904-2
  13. 2025年3月6日発売[22]、ISBN 978-4-06-538912-6
  14. 2025年6月6日発売[23]、ISBN 978-4-06-539940-8

## テレビアニメ
2024年9月に発表された。漫画版を原作としている。制作はGoHands。2026年より放送予定。

### スタッフ
- 原作 - 猫子・武六甲理衣・じゃいあん「追放された転生重騎士はゲーム知識で無双する」（講談社『ヤングマガジン』連載）[5]
- 総監督 - 鈴木信吾[6]
- 監督 - 横峯克昌[6]
- キャラクターデザイン - 内田孝行[6]
- アニメーション制作 - GoHands[5]